# Parafia Najświętszego Serca Pana Jezusa w Bydgoszczy
Parafia Najświętszego Serca Pana Jezusa w Bydgoszczy – rzymskokatolicka parafia w Bydgoszczy wchodząca w skład dekanatu Bydgoszcz II diecezji bydgoskiej. Obejmuje zachodnią część Śródmieścia Bydgoszczy (ok. 14000 mieszkańców).

## Historia
Parafia należała do 2004 roku do archidiecezji gnieźnieńskiej.
Pierwszym administratorem kościoła był Franciszek Schirmer, wówczas nabożeństwa odprawiane były tylko w języku niemieckim. Z dniem 1 kwietnia 1920 roku na administratora powołano ks. Narcyza Putza. W wyniku zmniejszenia się liczby ludności niemieckiej, wydano zarządzenie nakazujące, aby główne nabożeństwa odbywały się w języku polskim. W 1924, w wyniku reformy utworzono w Bydgoszczy cztery parafie, w tym parafię Najświętszego Serca Pana Jezusa, której proboszczem został ks. Narcyz Putz. Podczas posługi duszpasterskiej dążył on do ostatecznego przekształcenia parafii niemieckiej w polską, m.in. likwidując kazania w języku niemieckim. W wyniku licznych skarg środowisk niemieckich opuścił Bydgoszcz.
W latach 1925–1939 proboszczem parafii był Kazimierz Stepczyński. W 1927 roku wykupiono od Lasów Państwowych 9 hektarów gruntów w okolicy Rynkowa, z przeznaczeniem na cmentarz parafialny. W 1933 zakupiona została kamienica przy ulicy Matejki 1, która do dziś pełni funkcję plebanii.
Represje powiązane z bydgoską krwawą niedzielą, pociągnęły za sobą wiele ofiar, m.in. Kazimierz Stepczyńskiego, rozstrzelanego w nieznanym miejscu na początku listopada 1939 roku. Po aresztowaniu proboszcza, administratorem kościoła został Czesław Rólski (od 1932 roku wikariusz w parafii NSPJ).
We wrześniu 1946 proboszczem mianowany został Jan Konopczyński. Podczas posługi usunął zniszczenia wojenne, uporządkował cmentarz, założył w kościele centralne ogrzewanie. 23 października 1950 roku aresztowany został przez funkcjonariuszy Urzędu Bezpieczeństwa. Na wolność po długich staraniach rodziny, oraz parafian, wypuszczony został na początku 1951 roku.
W 1952 do parafii przybyły siostry elżbietanki. Zajęły się pomocą charytatywną, katechizacją, oraz organizacją uroczystości kościelnych.
Po śmierci Jana Konopczyńskiego proboszczem został ks. Antoni Majchrzak (zm. 27 sierpnia 1983).
Od 1982 do 2010 roku proboszczem był ks. Bogdan Jaskólski. Z jego inicjatywy rozpoczęto budowę Domu Katechetycznego w 1983 roku, którą zakończono po trzech latach, zadbano o wybudowanie nowego ogrodzenia wokoło cmentarza parafialnego, dwukrotnie przeprowadzono kapitalny remont wnętrza świątyni, wymieniono pokrycie dachowe kościoła, a także wyremontowano plebanię.
W 2010 proboszczem został ks. Roman Kneblewski, który publikował wideoblog „Tuba Cordis”.
Od października 2010 r. przy parafii działa Bydgoska Schola Gregoriańska Vox Cordis. Kierownikiem zespołu i kantorem jest organista parafii Michał Kołodziej. 
Od 2019 roku proboszczem jest ks. Krzysztof Buchholz.
Przy parafii działa wiele stowarzyszeń, grup parafialnych i duszpasterstw.
W niedziele i święta, nakazane w kościele parafialnym, sprawowana jest msza w klasycznym rycie rzymskim.

## Kościół parafialny
Kościołem parafialnym jest Kościół Najświętszego Serca Pana Jezusa. Budynek kościoła wzniesiono w 1913 r. i był on do 1945 r. własnością katolickiej gminy niemieckiej, choć od 1924 r. sprawowano w nim kult jedynie w języku polskim.

## Proboszczowie
| Lata      | Ksiądz                | Informacje |
| 1924–1925 | Narcyz Putz           | dążył do polonizacji parafii; beatyfikowany w 1999 r. przez papieża Jana Pawła II w grupie 108 błogosławionych męczenników                                                    |
| 1925–1939 | Kazimierz Stepczyński | budowniczy plebanii i cmentarza; upiększył wnętrze kościoła; zamordowany przez hitlerowców jesienią 1939 r.                                                                   |
| 1939-1946 | Czesław Rólski        | administrator kościoła i parafii w czasie okupacji niemieckiej |
| 1946–1961 | Jan Konopczyński      | usunął zniszczenia wojenne; w latach 50. XX wieku, aresztowany przez funkcjonariuszy Urzędu Bezpieczeństwa                                                                    |
| 1961–1982 | Antoni Majchrzak      | szykanowany przez funkcjonariuszy administracji państwowej |
| 1982–2010 | Bogdan Jaskólski      | budowniczy domu katechetycznego; inicjator cyklicznych rekolekcji wielkopostnych dla bydgoskich środowisk naukowo-kulturalnych, pozyskał fundusze na renowację całej świątyni |
| 2010–2019 | Roman Kneblewski      | propagator liturgii w nadzwyczajnej formie rytu rzymskiego |
| od 2019   | Krzysztof Buchholz    | |